# The New Yardbirds
The New Yardbirds est le nom que portait Led Zeppelin en début de carrière, lors de l'année 1968.
Lorsque les Yardbirds se séparent, il reste quelques concerts à donner pour Jimmy Page, alors guitariste et leader du groupe. Jimmy Page recrute donc son ami, musicien de studio polyvalent, John Paul Jones. Puis, il propose le rôle de chanteur à Terry Reid, musicien rock en pleine ascension à cette époque. Celui-ci décline l'offre mais recommande le jeune chanteur Robert Plant qui assure sa première partie. Ce dernier connaît John Bonham, batteur puissant, qui complètera le groupe.
Le groupe effectue alors sa tournée comme prévu, sous le nom des New Yardbirds pour rassurer le public sur la marchandise, alors qu'il ne reste qu'un seul membre des Yardbirds et, qui plus est, le dernier à avoir intégré le groupe  ! Prenant goût à l'aventure, les quatre musiciens décident de la poursuivre en composant un album, ce sera Led Zeppelin.